# 盧卡 (日托米爾區)
50°10′37″N 28°48′49″E / 50.17694°N 28.81361°E
盧卡（烏克蘭語：Лука），是烏克蘭北部的村落，隸屬日托米爾州的日托米爾區。該村處於圭瓦河畔，始建於1601年，面積4.14平方公里，海拔高度202米，2001年人口1,241人，人口密度每平方公里299.83人。